# Tommy Dixon
Tommy Dixon (Newcastle upon Tyne, 8 de junio de 1929 - Watford, 6 de febrero de 2014) fue un jugador de fútbol británico que jugaba en la demarcación de delantero.

## Biografía
Tommy Dixon debutó como futbolista en 1952 con el West Ham United FC a los 23 años de edad tras ser fichado del equipo amateur del Newcastle United FC. En su última temporada con el club, fue el máximo goleador del equipo en liga tras marcar 19 goles. En 1955 fichó por el Reading FC para las cuatro temporadas siguientes. Llegó a marcar 64 goles en 123 partidos jugados, siendo además el máximo goleador del club por dos años. Tras un breve paso por el Brighton and Hove Albion FC, fue traspasado al Workington AFC por dos años. En 1962, el Barrow AFC se hizo con los servicios del jugador. Finalmente en 1965, y jugando en el Newcastle Blue Star FC, Dixon se retiró como futbolista.
Falleció el 6 de febrero de 2014 en Watford a los 84 años de edad.

## Clubes
| Club                        | País       | Año         | Partidos | Goles |
| --------------------------- | ---------- | ----------- | -------- | ----- |
| West Ham United FC          | Inglaterra | 1952 - 1954 | 39       | 21    |
| Reading FC                  | Inglaterra | 1954 - 1959 | 123      | 64    |
| Brighton and Hove Albion FC | Inglaterra | 1959 - 1960 | 35       | 12    |
| Workington AFC              | Inglaterra | 1960 - 1962 | 53       | 17    |
| Barrow AFC                  | Inglaterra | 1962 - 1964 | 62       | 23    |
| Newcastle Blue Star FC      | Inglaterra | 1964 - 1965 | ¿?       | ¿?    |